# ایست دونسیته (داکوتای شمالی)
ایست دونسیته(به انگلیسی: East Dunseith) شهری در ایالت داکوتای شمالی کشور ایالات متحده آمریکا است که جمعیت آن در سرشماری سال ۲۰۱۰ میلادی، ۵۰۰ نفر بوده‌است.